# Maja Bay Østergaard
Maja Bay Østergaard (født 28. marts 1998) er en kvindelig dansk fodboldspiller, der spiller som målmand for FC Thy-Thisted Q i Gjensidige Kvindeligaen og Danmarks kvindefodboldlandshold.
Østergaard blev første gang udtaget af landstræner Lars Søndergaard i marts 2022. Hun fik, et år efter, officielt debut da hun startede inde mod Norge ved en træningsturnering i Frankrig den 18. marts 2023. Hun blev efterfølgende udtaget til VM i fodbold 2023 i New Zealand/Australien.